# MLS 넥스트 프로
MLS 넥스트 프로(영어: MLS Next Pro, MLSNP)는 미국과 캐나다의 남자 프로 축구 3부 리그로 2022년에 첫 출범 당시 21개의 구단으로 출범했으며 2024년 기준으로 MLS의 27개 리저브팀과 2개의 독립 구단으로 구성되어 있다.

## 리그 방식
MLS 넥스트 프로는 MLS, USL 챔피언십 등과 마찬가지로 동부컨퍼런스와 서부컨퍼런스로 나뉘어지며 각 컨퍼런스 8팀이 16강 플레이오프 토너먼트를 통해 우승팀을 결정짓는다.

## 참가팀

### 동부컨퍼런스

#### 노스이스트 디비전
- 콜럼버스 크루 2 (콜럼버스 크루의 리저브팀)
- FC 신시내티 2 (FC 신시내티의 리저브팀)
- 시카고 파이어 II (시카고 파이어의 리저브팀)
- 필라델피아 유니언 II (필라델피아 유니언의 리저브팀)
- 뉴잉글랜드 레벌루션 II (뉴잉글랜드 레벌루션의 리저브팀)
- 뉴욕 시티 II (뉴욕 시티의 리저브팀)
- 뉴욕 레드불스 II (뉴욕 레드불스의 리저브팀)
- 토론토 FC II (토론토 FC의 리저브팀)

#### 사우스이스트 디비전
- 인터 마이애미 II (인터 마이애미의 리저브팀)
- 올랜도 시티 B (올랜도 시티의 리저브팀)
- 캐롤라이나 코어 (독립 구단)
- 애틀랜타 유나이티드 2 (애틀랜타 유나이티드의 리저브팀)
- 크라운 레거시 (샬럿 FC의 리저브팀)
- 헌츠빌 시티 (내슈빌 SC의 리저브팀)
- 채터누가 FC (독립 구단)

### 서부컨퍼런스

#### 프런티어 디비전
- 오스틴 FC II (오스틴 FC의 리저브팀)
- 콜로라도 래피즈 2 (콜로라도 래피즈의 리저브팀)
- 세인트루이스 시티 2 (세인트루이스 시티의 리저브팀)
- 휴스턴 다이너모 2 (휴스턴 다이너모의 리저브팀)
- 스포팅 캔자스시티 II (스포팅 캔자스시티의 리저브팀)
- 미네소타 유나이티드 2 (미네소타 유나이티드의 리저브팀)
- 노스텍사스 SC (FC 댈러스의 리저브팀)

#### 퍼시픽 디비전
- 로스앤젤레스 FC 2 (로스앤젤레스 FC의 리저브팀)
- 화이트캡스 FC 2 (밴쿠버 화이트캡스의 리저브팀)
- 포틀랜드 팀버스 2 (포틀랜드 팀버스의 리저브팀)
- 레알 모나크스 (레알 솔트레이크의 리저브팀)
- 벤투라 카운티 (로스앤젤레스 갤럭시의 리저브팀)
- 터코마 디파이언스 (시애틀 사운더스의 리저브팀)
- 더타운 FC (샌호제이 어스퀘이크스의 리저브팀)

## 참가 예정팀
- 클리블랜드 프로 사커 (2026년에 참가 예정)
- 잭슨빌 아마다 (2026년에 참가 예정)
- 코네티컷 유나이티드 (2026년에 참가 예정)
- 웨스트 미시건 사커 (2027년에 참가 예정)